# Ніккі Роудс
Ніккі Роудс (англ. Nikki Rhodes), нар. 20 січня 1982, Сімі-Веллі, США) — американська порноакторка.

## Біографія
Народилася в Сімі-Веллі (Каліфорнія), дитинство провела в Ланкастері, Літтл-Рок, Антілоп-Веллі. У школі була відмінницею, у коледж вступила у 15 років і 2,5 роки вивчала право.
В порноіндустрію потрапила в 2006, у 24 роки, і станом на 2013 рік знялася в 131 фільмі. Також знімалася для різних журналів, в тому числі і Penthouse.

## Премії і номінації
- 2009 AVN Award — перемога в категорії «найжорсткіша сцена сексу» за фільм «Night of the Giving Head» (разом з Крістіаном, Енні Круз, Еммою Каммінгз, Ребеккою Лейн, Ківі Лінг, Ракка Лінг і Керолайн Пірс)[4]
- 2010 номінація на AVN Award — Виконавиця року
- 2010 номінація на AVN Award — Краща сцена тріолізму з дівчатами — Supermodel Slumber Party (з Міа Преслі)[5]
- 2010 номінація на AVN Award — Краща сцена тріолізму за фільм Cum-Spoiled Sluts (разом з Дженною Хейз, Джонні Сінс)
- 2010 номінація на AVN Award — Краща парна лесбійська сцена сексу — Lesbian Bridal Stories 4 (разом з Зої Бріттон)